# Frida Gold/Konzerte und Tourneen
Dies ist eine Liste über alle absolvierten Konzerte und Tourneen der deutschen Dance-Pop-Band Frida Gold.

## Konzerte

### Konzerte als Hauptact
| Datum              | Stadt             | Veranstaltungsort        | Land        | Veranstaltung                   |
| ------------------ | ----------------- | ------------------------ | ----------- | ------------------------------- |
| 11. Juli 2009      | Mannheim          | Schloss Mannheim         | Deutschland | Arena of Pop                    |
| 2. Dezember 2009   | Köln              | Ouestbar                 | Deutschland | Einzelkonzert                   |
| 10. Juli 2010      | Göttingen         | Jahnstadion              | Deutschland | MTV Campus Invasion             |
| 17. Juli 2010      | Bochum            | Bermuda3eck              | Deutschland | Bochum Total                    |
| 24. September 2010 | Hamburg           | Gruenspan                | Deutschland | Warner Music Night              |
| 22. November 2010  | München           | 59:1                     | Deutschland | Zeig mir wie du tanzt Club Tour |
| 24. November 2010  | Köln              | Blue Shell               | Deutschland | Zeig mir wie du tanzt Club Tour |
| 25. November 2010  | Berlin            | Privatclub               | Deutschland | Zeig mir wie du tanzt Club Tour |
| 27. November 2010  | Stendal           | Schwarzer Adler          | Deutschland | Zeig mir wie du tanzt Club Tour |
| 2. Dezember 2010   | Hamburg           | Beatlemania              | Deutschland | Zeig mir wie du tanzt Club Tour |
| 13. Dezember 2010  | Frankfurt am Main | Walden                   | Deutschland | Einzelkonzert                   |
| 3. Mai 2011        | Hamburg           | Uebel & Gefährlich       | Deutschland | Juwel Tour                      |
| 4. Mai 2011        | Berlin            | Postbahnhof              | Deutschland | Juwel Tour                      |
| 5. Mai 2011        | Frankfurt am Main | Nachtleben               | Deutschland | Juwel Tour                      |
| 6. Mai 2011        | Bochum            | Riff                     | Deutschland | Juwel Tour                      |
| 13. Mai 2011       | Münster           | Rock „Your Gig“ Festival | Deutschland | Juwel Tour                      |
| 7. Juni 2011       | Leipzig           | Moritzbastei             | Deutschland | Juwel Tour                      |
| 16. Juni 2011      | München           | 59:1                     | Deutschland | Juwel Tour                      |
| 23. Juni 2011      | Köln              | Luxor                    | Deutschland | Juwel Tour                      |
| 24. Juni 2011      | Stuttgart         | Röhre                    | Deutschland | Juwel Tour                      |
| 9. Juli 2011       | Mannheim          | Schloss Mannheim         | Deutschland | Arena of Pop                    |
| 19. August 2011    | Koblenz           | Festung Ehrenbreitstein  | Deutschland | Bundesgartenschau               |
| 19. Oktober 2011   | Frankfurt am Main | Nachtleben               | Deutschland | Juwel Tour                      |
| 20. Oktober 2011   | Düsseldorf        | Stahlwerk                | Deutschland | Juwel Tour                      |
| 22. Oktober 2011   | Bremen            | Lagerhaus                | Deutschland | Juwel Tour                      |
| 24. Oktober 2011   | Osnabrück         | Rosenhof                 | Deutschland | Juwel Tour                      |
| 25. Oktober 2011   | Saarbrücken       | Garage                   | Deutschland | Juwel Tour                      |
| 28. Oktober 2011   | Rostock           | MAU Club                 | Deutschland | Juwel Tour                      |
| 29. Oktober 2011   | Dresden           | Beatpol                  | Deutschland | Juwel Tour                      |
| 30. Oktober 2011   | Erfurt            | Centrum                  | Deutschland | Juwel Tour                      |
| 8. November 2011   | Würzburg          | Postclub                 | Deutschland | Juwel Tour                      |
| 9. November 2011   | München           | Kulturzentrum Backstage  | Deutschland | Juwel Tour                      |
| 16. November 2011  | Berlin            | Postbahnhof              | Deutschland | Juwel Tour                      |
| 17. November 2011  | Hamburg           | Uebel & Gefährlich       | Deutschland | Juwel Tour                      |
| 18. November 2011  | Hannover          | Capitol                  | Deutschland | Juwel Tour                      |
| 19. November 2011  | Magdeburg         | Altes Theater            | Deutschland | Juwel Tour                      |
| 25. November 2011  | Heidelberg        | Halle02                  | Deutschland | Juwel Tour                      |
| 26. November 2011  | Bochum            | Zeche                    | Deutschland | Juwel Tour                      |
| 1. Dezember 2011   | Münster           | Sputnikhalle             | Deutschland | Juwel Tour                      |
| 5. Dezember 2011   | Frankfurt am Main | Batschkapp               | Deutschland | Juwel Tour                      |
| 17. März 2012      | Leipzig           | Messe                    | Deutschland | Litpop                          |
| 18. März 2012      | Frankfurt am Main | Union Halle              | Deutschland | Einzelkonzert                   |
| 22. April 2012     | Wangels           | Weißenhäuser Strand      | Deutschland | L-Beach Festival                |
| 27. April 2012     | Trier             | Kurfürstliches Palais    | Deutschland | Heilig-Rock-Wallfahrt           |
| 17. Mai 2012       | Ulm               | Friedrichschau           | Deutschland | SommerTagTraum-Festival         |
| 2. Juni 2012       | Hannover          | Expo Plaza               | Deutschland | NDR Plaza Festival              |
| 7. Juni 2012       | Wetzlar           | Innenstadt               | Deutschland | Hessentag                       |
| 6. Juli 2012       | Borken            | Kohle & Energie          | Deutschland | Open Air-Sommerkonzert          |
| 20. Juli 2012      | Erfurt            | Messe                    | Deutschland | Mega Rock in die Ferien         |
| 21. Juli 2012      | Osnabrück         | Innenstadt               | Deutschland | Landesturnfest                  |
| 28. Juli 2012      | Frankfurt (Oder)  | Helenesee                | Deutschland | Helene Beach Festival           |
| 17. August 2012    | Wismar            | Innenstadt               | Deutschland | Schwedenfest                    |
| 18. August 2012    | Wuhlheide         | Kindl-Bühne              | Deutschland | Sommerfestival Part 2           |
| 1. September 2012  | Angermünde        | Wolletzsee               | Deutschland | Energie-Open-Air                |
| 8. September 2012  | Papenburg         | Meyer-Werft              | Deutschland | NDR 2 Papenburg Festival        |
| 20. Oktober 2012   | Ulm               | Congress Zentrum         | Deutschland | CharityNight                    |
| 28. Juni 2013      | Berlin            | Heimathafen              | Deutschland | Release Konzert                 |
| 2. Juli 2013       | Hamburg           | N-Joy                    | Deutschland | Einzelkonzert                   |
| 6. Juli 2013       | Travemünde        | Strandpromenade          | Deutschland | stars@ndr2                      |
| 14. Juli 2013      | Gera              | Hofwiesenpark            | Deutschland | 360 Grad Heimat Festival        |
| 20. Juli 2013      | Nordholz          | Fliegerhorst             | Deutschland | Deichbrand                      |
| 27. Juli 2013      | Metzingen         | Innenstadt               | Deutschland | Fashion & Music                 |
| 16. August 2013    | Bochum            | Brüderstraße             | Deutschland | Einzelkonzert                   |
| 7. September 2013  | Ziesar            | Burg Ziesar              | Deutschland | Open-Air Festival               |
| 8. September 2013  | Berlin            | Flughafen Tempelhof      | Deutschland | Click2Concert                   |
| 8. November 2013   | Wuppertal         | Trinitatiskirche         | Deutschland | MTV Road to Amsterdam 1         |
| 28. Februar 2014   | München           | Muffatwerk               | Deutschland | Liebe ist meine Rebellion Tour  |
| 1. März 2014       | Stuttgart         | LKA Longhorn             | Deutschland | Liebe ist meine Rebellion Tour  |
| 2. März 2014       | Saarbrücken       | Garage                   | Deutschland | Liebe ist meine Rebellion Tour  |
| 4. März 2014       | Frankfurt am Main | Batschkapp               | Deutschland | Liebe ist meine Rebellion Tour  |
| 5. März 2014       | Mannheim          | Capitol                  | Deutschland | Liebe ist meine Rebellion Tour  |
| 7. März 2014       | Hannover          | Capitol                  | Deutschland | Liebe ist meine Rebellion Tour  |
| 8. März 2014       | Hamburg           | Docks                    | Deutschland | Liebe ist meine Rebellion Tour  |
| 9. März 2014       | Berlin            | Huxleys                  | Deutschland | Liebe ist meine Rebellion Tour  |
| 11. März 2014      | Rostock           | Moya                     | Deutschland | Liebe ist meine Rebellion Tour  |
| 12. März 2014      | Bremen            | Aladin Music Hall        | Deutschland | Liebe ist meine Rebellion Tour  |
| 13. März 2014      | Dortmund          | FZW                      | Deutschland | Liebe ist meine Rebellion Tour  |
| 15. März 2014      | Köln              | Live Music Hall          | Deutschland | Liebe ist meine Rebellion Tour  |
| 24. April 2014     | Würzburg          | Posthalle                | Deutschland | Liebe ist meine Rebellion Tour  |
| 25. April 2014     | Leipzig           | Werk II                  | Deutschland | Liebe ist meine Rebellion Tour  |
| 26. April 2014     | Erfurt            | Stadtgarten              | Deutschland | Liebe ist meine Rebellion Tour  |
| 27. April 2014     | Dresden           | Alter Schlachthof        | Deutschland | Liebe ist meine Rebellion Tour  |

### Konzerte als Vorband
| Datum             | Stadt             | Veranstaltungsort    | Land        | Veranstaltung                                       |
| ----------------- | ----------------- | -------------------- | ----------- | --------------------------------------------------- |
| 6. März 2009      | Dortmund          | Suite023             | Deutschland | Taxi Tour 2 (Bosse Support)                         |
| 7. März 2009      | Bielefeld         | Forum                | Deutschland | Taxi Tour 2 (Bosse Support)                         |
| 12. März 2009     | Berlin            | Kleiner Postbahnhof  | Deutschland | Taxi Tour 2 (Bosse Support)                         |
| 13. März 2009     | Hamburg           | Knust                | Deutschland | Taxi Tour 2 (Bosse Support)                         |
| 14. März 2009     | Lingen (Ems)      | Alter Schlachthof    | Deutschland | Taxi Tour 2 (Bosse Support)                         |
| 17. März 2009     | Frankfurt am Main | Nachtleben           | Deutschland | Taxi Tour 2 (Bosse Support)                         |
| 18. März 2009     | München           | 59 to 1              | Deutschland | Taxi Tour 2 (Bosse Support)                         |
| 19. März 2009     | Köln              | Luxor                | Deutschland | Taxi Tour 2 (Bosse Support)                         |
| 21. März 2009     | Stuttgart         | Jugendhaus West      | Deutschland | Taxi Tour 2 (Bosse Support)                         |
| 30. November 2010 | Kiel              | MAX                  | Deutschland | Live und in Farbe Tour 3 (Revolverheld Support)     |
| 1. Dezember 2010  | Bremen            | Modernes             | Deutschland | Live und in Farbe Tour 3 (Revolverheld Support)     |
| 3. Dezember 2010  | Rostock           | MAU Club             | Deutschland | Live und in Farbe Tour 3 (Revolverheld Support)     |
| 4. Dezember 2010  | Leipzig           | Anker                | Deutschland | Live und in Farbe Tour 3 (Revolverheld Support)     |
| 5. Dezember 2010  | Frankfurt am Main | Batschkapp           | Deutschland | Live und in Farbe Tour 3 (Revolverheld Support)     |
| 8. Dezember 2010  | Lüneburg          | VAMOS!               | Deutschland | Live und in Farbe Tour 3 (Revolverheld Support)     |
| 14. Dezember 2010 | Nürnberg          | Hirsch               | Deutschland | Live und in Farbe Tour 3 (Revolverheld Support)     |
| 15. Dezember 2010 | Ulm               | Theatro              | Deutschland | Live und in Farbe Tour 3 (Revolverheld Support)     |
| 16. Dezember 2010 | Karlsruhe         | Substage             | Deutschland | Live und in Farbe Tour 3 (Revolverheld Support)     |
| 17. Dezember 2010 | Erfurt            | HsD                  | Deutschland | Live und in Farbe Tour 3 (Revolverheld Support)     |
| 18. Dezember 2010 | Salzwedel         | Kulturhaus           | Deutschland | Live und in Farbe Tour 3 (Revolverheld Support)     |
| 28. Februar 2011  | Hamburg           | O2 World             | Deutschland | Aphrodite – Les Folies Tour (Kylie Minogue Support) |
| 1. März 2011      | Berlin            | O2 World             | Deutschland | Aphrodite – Les Folies Tour (Kylie Minogue Support) |
| 4. März 2011      | Leipzig           | Arena                | Deutschland | Aphrodite – Les Folies Tour (Kylie Minogue Support) |
| 5. März 2011      | München           | Olympiahalle         | Deutschland | Aphrodite – Les Folies Tour (Kylie Minogue Support) |
| 6. März 2011      | Mannheim          | SAP Arena            | Deutschland | Aphrodite – Les Folies Tour (Kylie Minogue Support) |
| 18. März 2011     | Oberhausen        | König-Pilsener-Arena | Deutschland | Aphrodite – Les Folies Tour (Kylie Minogue Support) |